# Arnolds Baumanis
Arnolds Baumanis (ur. 3 maja 1901 w Vecate) – łotewski zapaśnik walczący w stylu klasycznym. Olimpijczyk z Paryża 1924, gdzie zajął dwunaste miejsce w wadze półciężkiej.

## Letnie Igrzyska Olimpijskie 1924
| Konkurencja | Rundy eliminacyjne | Rundy eliminacyjne    | Klas. końcowa |
| Konkurencja | Przeciwnik I       | Przeciwnik II         | Miejsce       |
| ----------- | ------------------ | --------------------- | ------------- |
| 82,5 kg     | Franz Sax (AUT) Z  | Svend Nielsen (DEN) P | 12.           |